# Temporada de huracanes del Pacífico de 2000
La temporada de huracanes del Pacífico de 2000 fue una temporada de huracanes del Pacífico por encima del promedio, aunque la mayoría de las tormentas fueron débiles y de corta duración. Hubo pocas tormentas notables este año. Las tormentas tropicales Miriam, Norman y  Rosatocaron tierra en México con un impacto mínimo. El huracán Daniel amenazó brevemente al estado estadounidense de Hawái mientras se debilitaba. El huracán Carlotta fue la tormenta más fuerte del año y el segundo huracán de junio más fuerte en la historia registrada. Carlotta mató a 18 personas cuando hundió un carguero. En general, la temporada fue significativamente más activa que la temporada anterior, con 19 tormentas tropicales. Además, se desarrollaron seis huracanes. Además, hubo un total de dos huracanes importantes (Categoría 3 o superior en la escala de vientos huracanados Saffir-Simpson).
La temporada comenzó oficialmente el 15 de mayo en el Pacífico oriental y el 1 de junio en el Pacífico central; ambos finalizaron el 30 de noviembre de 2000. Estas fechas delimitan convencionalmente el período de cada año en que se forman la mayoría de los ciclones tropicales en la cuenca del Pacífico. Sin embargo, la formación de ciclones tropicales es posible en cualquier época del año; a pesar de esto, no hubo ciclones tropicales fuera de temporada este año. La actividad estacional comenzó el 22 de mayo, cuando se formó el huracán Aletta frente a la costa suroeste de México. Se formaron dos tormentas en junio, aunque la temporada se activó lentamente en julio cuando se desarrollaron tres tormentas con nombre, incluido el huracán Daniel, que fue la segunda tormenta más fuerte de la temporada. Agosto fue el mes más activo del año, con la formación de seis tormentas con nombre, incluidos los huracanes Gilma y Héctor. Septiembre fue un mes relativamente tranquilo con dos tormentas, una de las cuales fue el huracán Lane. En octubre se desarrollaron dos tormentas, incluida la tormenta tropical Olivia, mientras que la última tormenta con nombre, la tormenta tropical Rosa, se formó en noviembre.

## Nombre de los ciclones tropicales
| Océano Pacífico nororiental y central                                | Océano Pacífico nororiental y central                             | Océano Pacífico nororiental y central |
| -------------------------------------------------------------------- | ----------------------------------------------------------------- | --- |
| - Aletta - Bud - Carlotta - Daniel - Emilia - Fabio - Gilma - Hector | - Ileana - John - Kristy - Lane - Miriam - Nornan - Olivia - Paul | - Rosa - Sergio (sin usar) - Tara (sin usar) - Vicente (sin usar) - Willa (sin usar) - Xavier (sin usar) - York (sin usar) - Zeke (sin usar) |
| Océano Pacífico central                                              |                                                                   | |
| - Upana - Wene                                                       | - Alika (sin usar) - Ele (sin usar)                               | - Ioke (sin usar) - Kika (sin usar) |

Los ciclones tropicales son fenómenos que pueden durar desde unas cuantas horas hasta un par de semanas o más. Por ello, puede haber más de un ciclón tropical al mismo tiempo y en una misma región. Los pronosticadores meteorológicos asignan a cada ciclón tropical un nombre de una lista predeterminada, para identificarlo más fácilmente sin confundirlo con otros. La Organización Meteorológica Mundial (OMM) ha designado centros meteorológicos regionales especializados a efectos de monitorear y nombrar los ciclones.
Los siguientes nombres serán usados para los ciclones tropicales que se formen en el océano Pacífico este y central en 2000. Los nombres no usados están marcados con gris, y los nombres en negrita son de las tormentas formadas. Los nombres retirados, en caso, serán anunciados por la Organización Meteorológica Mundial en la primavera de 2001. Los nombres que no fueron retirados serán usados de nuevo en la temporada del 2006. Esta es la misma lista utilizada en la temporada del 1994.